# Тениссе
Тениссе́ (фр. Thenissey) — коммуна во Франции, находится в регионе Бургундия. Департамент коммуны — Кот-д’Ор. Входит в состав кантона Венаре-Ле-Лом. Округ коммуны — Монбар.
Код INSEE коммуны — 21627.

## Население
Население коммуны на 2010 год составляло 119 человек.
| 1962 | 1968 | 1975 | 1982 | 1990 | 1999 | 2010 |
| ---- | ---- | ---- | ---- | ---- | ---- | ---- |
| 193  | 176  | 172  | 157  | 131  | 116  | 119  |

## Экономика
В 2010 году среди 69 человек трудоспособного возраста (15—64 лет) 51 были экономически активными, 18 — неактивными (показатель активности — 73,9 %, в 1999 году было 71,0 %). Из 51 активных жителей работали 49 человек (26 мужчин и 23 женщины), безработных было 2 (1 мужчина и 1 женщина). Среди 18 неактивных 5 человек были учениками или студентами, 9 — пенсионерами, 4 были неактивными по другим причинам.